# علم المطاط
علم المطاط هو مصطلح خيال علمي يصف التفسير شبه العلمي لجانب من إعداد الخيال العلمي. تفسيرات علم المطاط خيالية ولكنها مقنعة بما يكفي لتجنب ازعاج الاستعداد للإيمان بالمستحيل. علم المطاط هو صورة لمعظم أنواع الخيال العلمي، باستثناء الخيال العلمي الصعب. كثيرا ما يتم الاستشهاد به في الكتب المصورة.
صاغ هذا المصطلح نورمان سبينراد في مقال بعنوان «علوم المطاط»، في مختارات ريجينالد بريتنور حرفة الخيال العلمي.

## الاستخدام
علم المطاط كان مصطلح سبينراد لـ «العلم الزائف الذي ابتكره الكاتب برعاية أدبية بحيث لا يكون متقطعًا مع حقل القارئ الممكن». وقد تبنى كتاب الخيال العلمي هذا المصطلح والمفهوم لاحقًا لوصف العلم القائم على «المضاربة أو الاستقراء أو التصنيع أو الاختراع». على سبيل المثال، استخدم مستشار سيناريو ستار تريك: فوييجر، أندريه بورمانيس، مصطلح «علم المطاط أو المضاربة للغاية، بما يتفق مع الواقع» عندما لم يتمكن من العثور على تفسيرات علمية «تستند إلى علم حقيقي راسخ إلى حد ما».
استخدم بعض مؤلفي الخيال العلمي هذا المصطلح بطريقة استخفاف. يربط بيل رانسوم علم المطاط بالخيال العلمي في الأربعينيات والخمسينيات من القرن الماضي، وهي حقبة تميزت «بالكثير من الأدوات الرائعة» قبل «أصبح هذا النوع أكثر شخصية مدفوعة» تحت تأثير كتاب مثل فرانك هربوت وصموئيل ديلاني، مع التركيز على البشر بدلاً من مشكلات حل التكنولوجيا.لوسيس شيبرد، ردا على مراجعة سلبية من قبل جورج تورنر، انتقد الاقتراح القائل بأنه «يسحب جزءًا من علم المطاط من الحوض من أجل تبرير وشرح الفيزياء الخاصة به». اعتبرت آان سي.كريسبين علم المطاط في ستار تريك عيبًا يمكن تجاهله.
استخدم المراجعون هذا المصطلح للإشادة بالتفسيرات العلمية النقية أو المعقولة، وانتقاد بناء العالم المتخلف أو المشتت للانتباه؛ على سبيل المثال، انتقدت مراجعة لصحيفة واشنطن بوست رواية اورسن سكوت كاردر (كسينوسايد) بسبب «حوارات الفصل الطويلة حول علم المطاط».